# 풀라어
풀라어(Fula) 또는 풀라니어(Fulani)는 서부 및 중부 아프리카의 약 18개국에 걸쳐 약 3,600만 명의 사람들이 사용하는 언어이다. 다양한 방언으로 이루어진 방언 연속체이며, 세레르어나 월로프어 등 가까운 언어와 함께 니제르콩고어족 대서양콩고어파에 속한다. 대부분의 니제르콩고계 언어들과 달리 성조가 없다.
세네감비아 지역과 기니에서 카메룬, 나이지리아, 수단에 이르기까지 널리 분포한 풀라족(Fula. 또는 풀라니, 풀베)이 모어로 사용한다. 이외에 세네갈 강 계곡의 투쿨로르족 등 일부 연관 집단들도 모어로 사용하며, 북부 카메룬과 북동부 나이지리아의 키르디족과 같이 이 지역의 여러 민족이 풀라어를 제2언어로 사용하기도 한다.